# Fré le Poole
Fré le Poole (Gorinchem, 30 november 1940) is een Nederlands juriste, voormalig rechter en politica namens de PvdA.
Le Poole is een dochter van Tweede Kamerlid Jaap le Poole. Haar beide ouders waren in de Tweede Wereldoorlog actief in het verzet. Ze deed het gymnasium aan het Maerlant Lyceum in Den Haag en studeerde Nederlands recht, haar kandidaatsexamen aan de Rijksuniversiteit Leiden en haar doctoraal aan de Universiteit van Amsterdam.
Ze was vanaf halverwege de jaren 60 woonachtig in de Verenigde Staten waar ze een rechtenstudie voltooide aan de Yale-universiteit en werkzaam was als juridisch onderzoeker. Hier leerde ze ook haar echtgenoot, de latere hoogleraar John Griffiths, kennen met wie zij in 1967 huwde en drie kinderen zou krijgen. Le Poole werd in 1973 door het Hooggerechtshof van de Verenigde Staten in het gelijk gesteld in een zaak tegen de State Bar Examining Committee of Connecticut die haar aanvraag in 1970 voor toelating tot het examen om tot de balie toegelaten te worden afwees op basis van het feit dat ze geen Amerikaans staatsburger was. Hierna was ze werkzaam als advocaat.
In 1977 werd Griffiths hoogleraar aan de Rijksuniversiteit Groningen en Le Poole werd daar waarnemend griffier aan de Arrondissementsrechtbank. In 1978 werd ze deeltijd-rechter aan de Rechtbank Assen en in 1989 vicepresident. Ze was de eerste vrouwelijke rechter aan de Rechtbank Assen en ging in 2009 op zeventigjarige leeftijd met pensioen.
Le Poole werd in 1977 lid van de PvdA. Ze was van 1995 tot 2003 lid van de Eerste Kamer namens de PvdA.
- Parlement.com: vg09llpzuazi